# Hay-on-Wye
| \| Hay-on-Wye \| |
| Hay-on-Wye       |

| Hay-on-Wye |

Hay-on-Wye (walisisch Y Gelli Gandryll) ist eine walisische Ortschaft mit knapp 1850 Einwohnern (2007) in Powys direkt an der Grenze zu England. Unter der Kurzform Hay bildet sie eine eigene Community. Sie liegt am Fluss River Wye und ist weltbekannt als erstes und bis heute größtes so genanntes Bücherdorf.

## Bücherdorf
Heute befinden sich in dem kleinen Ort fast 40 Antiquariate, die Bibliophile aus aller Welt anziehen. Ganze Häuser sind vollgestopft mit Büchern, oft vom Dachboden bis zur letzten Kellerecke.
Hay-on-Wye als Bücherdorf gibt es seit dem Jahr 1961, als der Buchhändler Richard Booth sein Antiquariat eröffnete und die Idee „Bücherdorf“ publik machte.
Um mehr Publizität in den Medien zu erreichen, rief Richard Booth am 1. April 1977 Hay zum unabhängigen Königreich aus und ernannte sich selbst zum König. Diese Aktion hatte zwar keinerlei völkerrechtliche Bedeutung, machte jedoch den Ort bekannt.
Nach dem Vorbild von Hay-on-Wye entstanden weitere Bücherstädte:
- Wigtown (Schottland)
- Sedbergh (England)
- Blaenavon (Wales)
- Bredevoort (Niederlande)
- Montolieu (Frankreich)
- Mühlbeck-Friedersdorf (Deutschland)

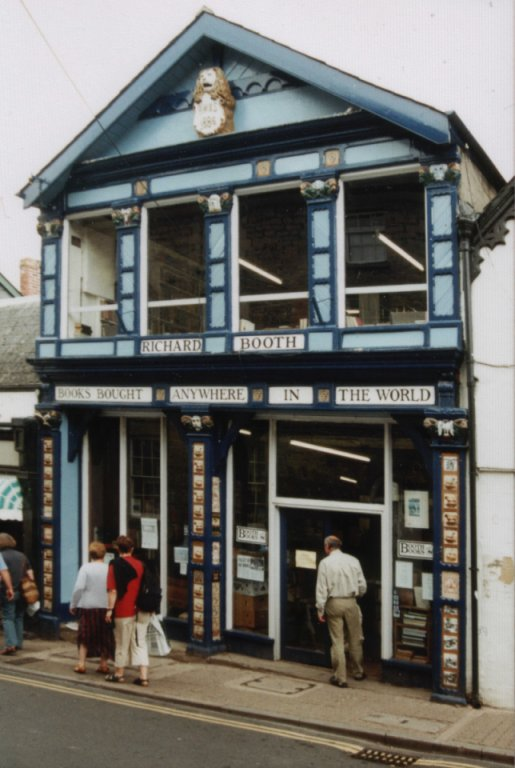
Antiquariat von Richard Booth
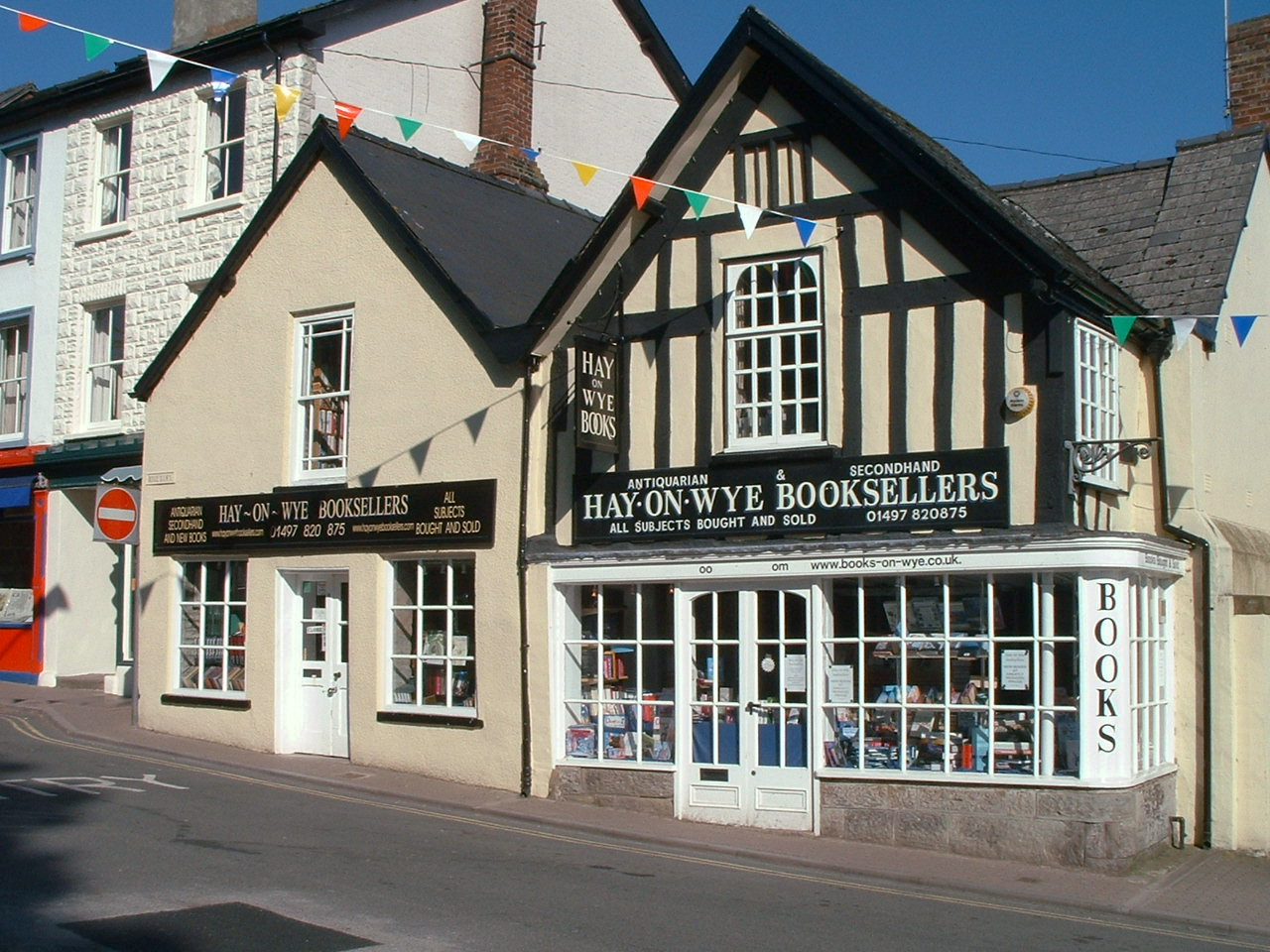
Bücherläden
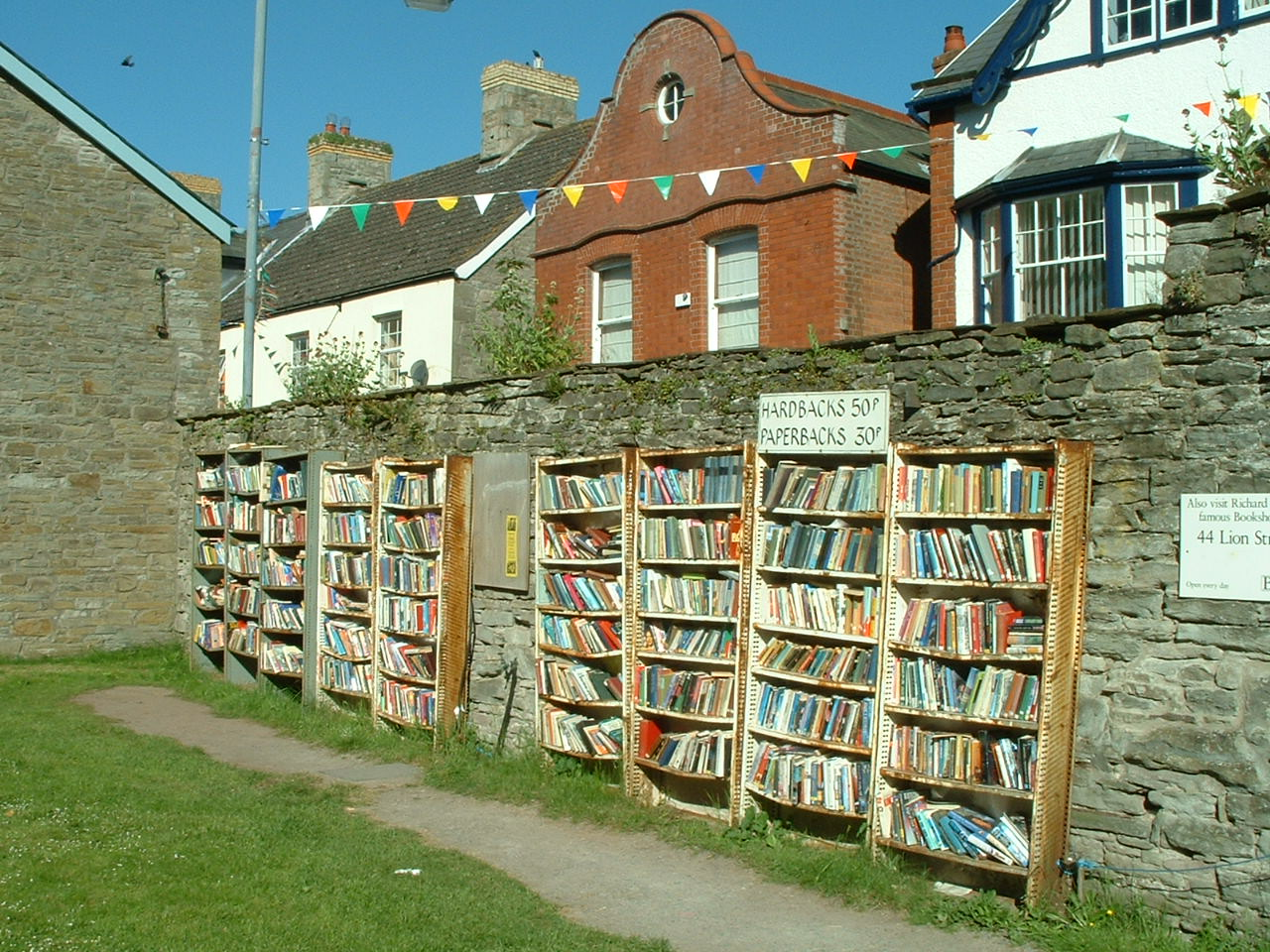
Bücherstand
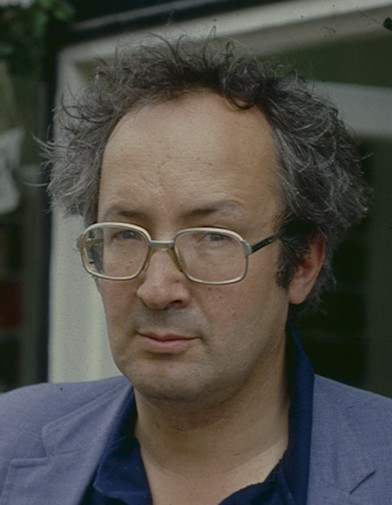
Richard Booth, 1984